# Orthotrichum consobrinum
Orthotrichum consobrinum är en bladmossart som beskrevs av Jules Cardot 1908. Orthotrichum consobrinum ingår i släktet hättemossor, och familjen Orthotrichaceae. Inga underarter finns listade i Catalogue of Life.